# Tích Sơn, Vô Tích
Tích Sơn (chữ Hán phồn thể: 錫山區, giản thể: 锡山区âm Hán Việt: Tích Sơn khu) là một quận thuộc địa cấp thị Vô Tích, tỉnh Giang Tô, Cộng hòa Nhân dân Trung Hoa. Quận này có diện tích 454 km², dân số năm 2001 là 430.000 người. Quận Tích Sơn được chia thành 8 trấn: Đông Đình, An Trấn, Dương Tiêm, Hồng Sơn, Nga Hồ, Đông Bắc Đường, Tích Bắc, Đông Cảng.